# Arsuri, Caraș-Severin
Arsuri este un sat în comuna Cornereva din județul Caraș-Severin, Banat, România. Se află în partea de sud-est a județului, la poalele vestice ale munților Cernei. La recensământul din 2011 avea o populație de 34 locuitori.